# Sumayya bint Khabbat
Sumayya bint Khabbat (arabiska: سُمَيَّة ٱبْنَت خَبَّاط), född 550 i Mecka, var en av de första som konverterade till islam och den första kvinnliga martyren inom islam. Hon var mor till Ammar ibn Yasir, en känd följeslagare till den islamiske profeten Muhammed.